# Ugaritiska alfabetet
Det ugaritiska alfabetet uttrycktes med hjälp av en särskild form av kilskrift som uppstod omkring år 1500 f.Kr. Alfabetet användes för att, på lertavlor, skriva det inhemska ugaritiska språket, och återupptäcktes i och med att den kanaaneiska staden Ugarit grävdes ut, se ugaritisk litteratur.
Via det feniciska alfabetet (ej kilskriftsbaserat) ska detta kilskriftsalfabet i sin tur ha influerat det grekiska alfabetet. I likhet med de flesta (akkadiska utgör här ett undantag) andra semitiska språk består det ugaritiska alfabetet enbart av konsonanter. 

## Bokstäver i Ugaritiska alfabetet
Ugaritiska alfabetet finns i Unicode-teckenuppsättningen på teckenplats U+10380 - U+1039F.

Ugaritiska alfabetet

𐎀 ʾa ʔa

𐎁 b b

𐎂 g g

𐎃 ẖ x

𐎄 d d

𐎅 h h

𐎆 w w

𐎇 z z

𐎈 ḥ ħ

𐎉 ṭ ṭ

𐎊 y j

𐎋 k k

𐎌 š ʃ

𐎍 l l

𐎎 m m

𐎟 ḏ ð

𐎐 n n

𐎑 ẓ ẓ

𐎒 s s

𐎓 ʿ ʕ

𐎔 p p

𐎕 ṣ ṣ

𐎖 q q

𐎗 r r

𐎘 ṯ θ

𐎙 ġ ɣ

𐎚 t t

𐎛 ʾi ʔi

𐎜 ʾu ʔu

𐎝 s2 ś

𐎟 ordavskiljare